# Neuental
Neuental é um município da Alemanha, situado no distrito de Schwalm-Eder, no estado de Hesse. Tem 38,65 km² de área, e sua população em 2019 foi estimada em 3.005 habitantes.